# Día internacional del ajedrez
El día internacional del ajedrez se celebra anualmente el 20 de julio, conmemorando el día en que se fundó la Federación Internacional de Ajedrez (FIDE) en París en 1924.
La idea de celebrar este día como el día internacional del ajedrez fue propuesta por la UNESCO, y ha sido celebrada desde el año 1966, después de que fue establecido por la FIDE. La FIDE, que tiene 181 federaciones de ajedrez como miembros, organiza eventos y competencias de ajedrez en todo el mundo en este día. Solamente en 2013, el día internacional de ajedrez se celebró en 178 países, según el presidente de la FIDE, Kirsan Ilyumzhinov.
Este día es celebrado por muchos de los 605 millones de jugadores regulares de ajedrez de todo el mundo. En 2012, una encuesta de Yougov mostró que "un sorprendentemente estable 70%" de la población adulta ha jugado ajedrez en algún momento de sus vidas". Esta estadística es aproximadamente la misma en países tan diversos como Estados Unidos, el Reino Unido, Alemania, Rusia e India.